# Col de la Sauce
Le col de la Sauce est un col de France, dans les Alpes, en Savoie. Il est situé dans le sud du massif du Mont-Blanc, à 2 307 mètres d'altitude, entre la crête des Gittes à l'est et les roches Merles à l'ouest, au nord du Cormet de Roselend et au sud du col du Bonhomme.
Il est accessible sur son adret par un sentier de randonnée emprunté par GR 5 et le Tour du Beaufortain entre le Plan de la Lai (1 820 m) au sud-ouest et le refuge de la Croix du Bonhomme (2 443 m) au nord-est via la crête des Gittes (2 538 m). Sur son ubac, un autre sentier vient du hameau de la Gittaz (1 660 m) au nord-ouest ou du col du Bonhomme (2 329 m) au nord via l'alpage de la Sausse (2 000 m).

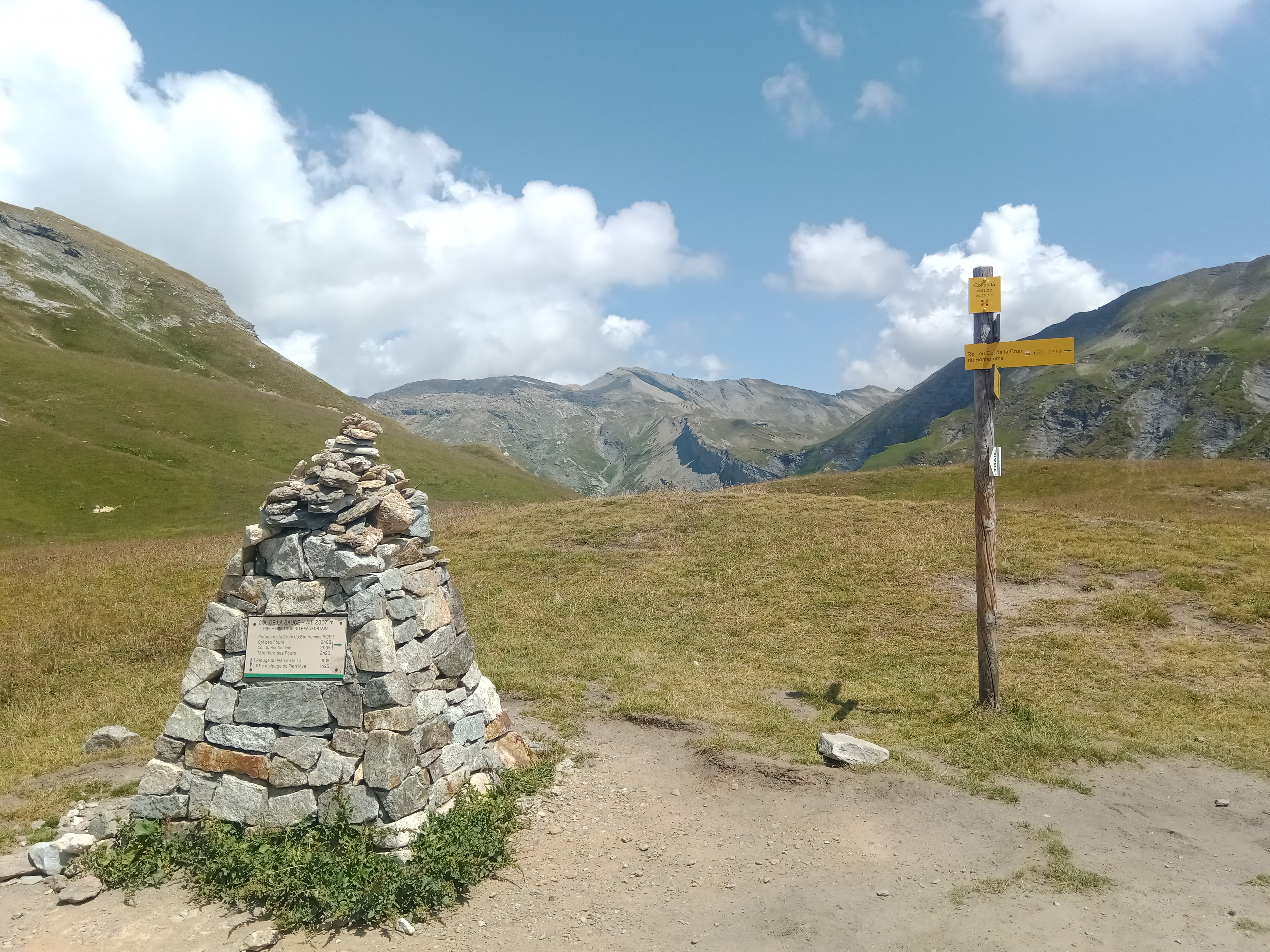
Panneaux de randonnée et borne en pierres sèches au col avec au loin la tête Sud des Fours et le col de la Croix du Bonhomme.
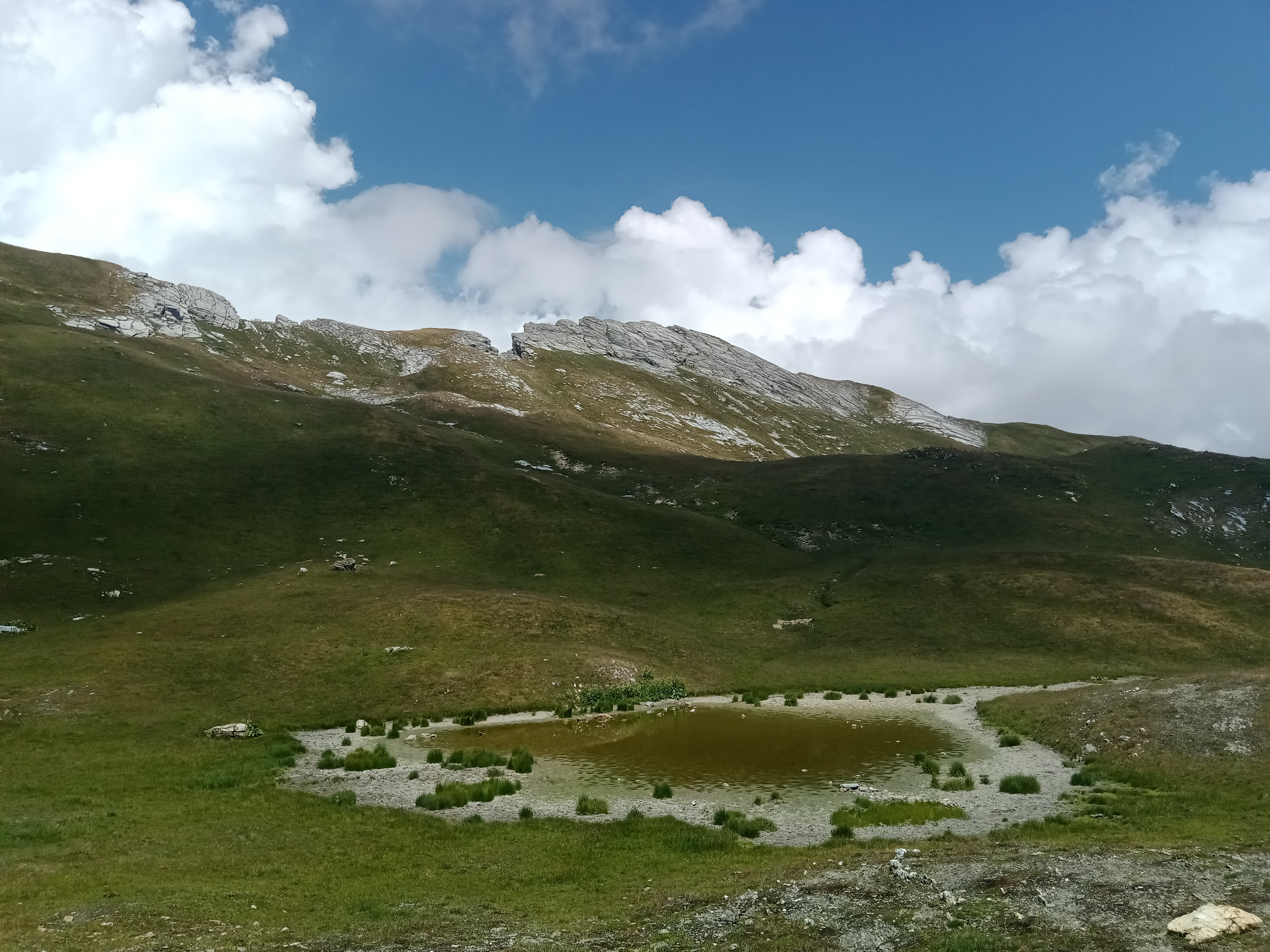
Les roches Merles vues depuis le col.
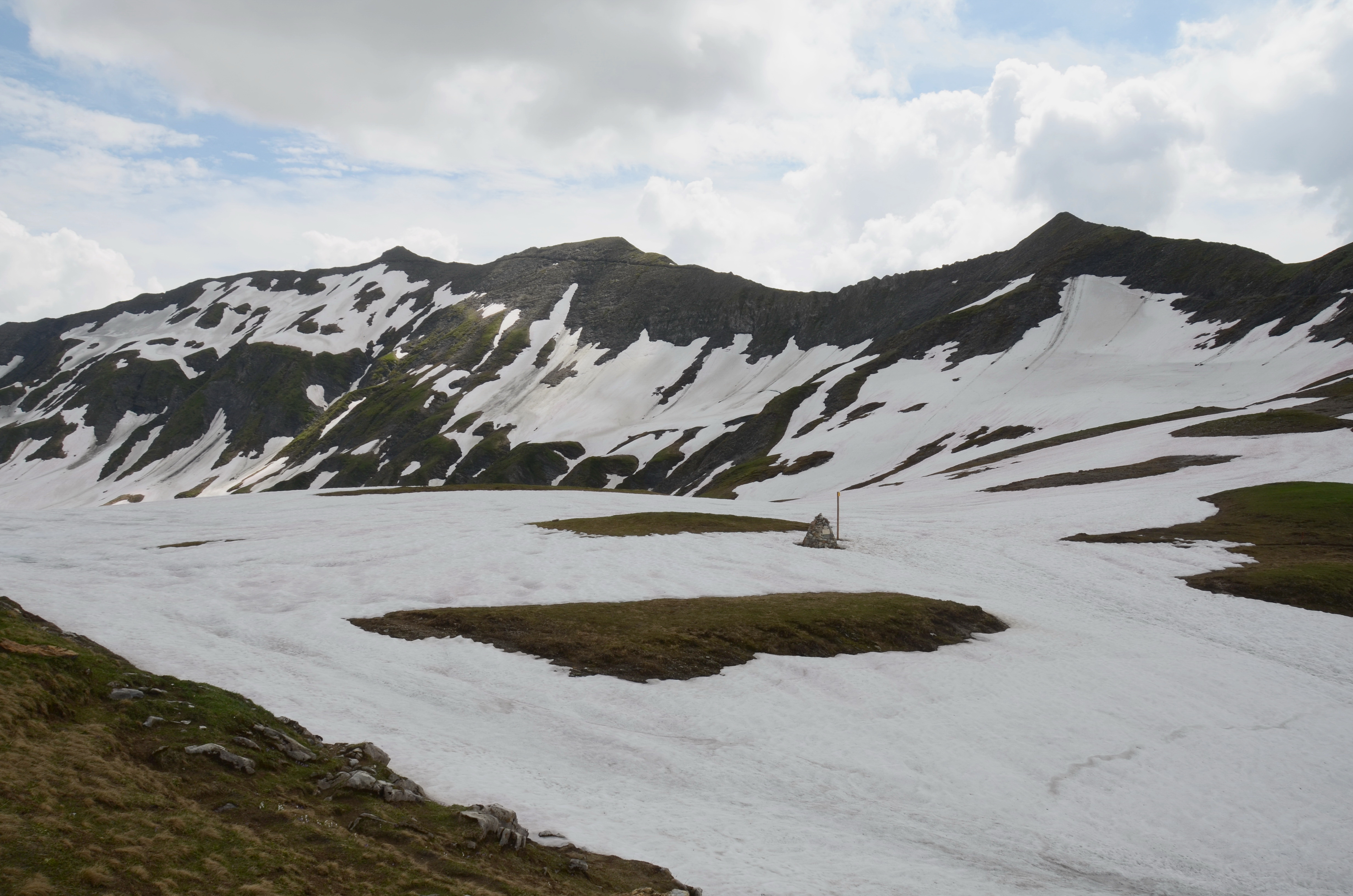
Le col et la crête des Gittes enneigés en juillet vus depuis l'adret des roches Merles à l'ouest.
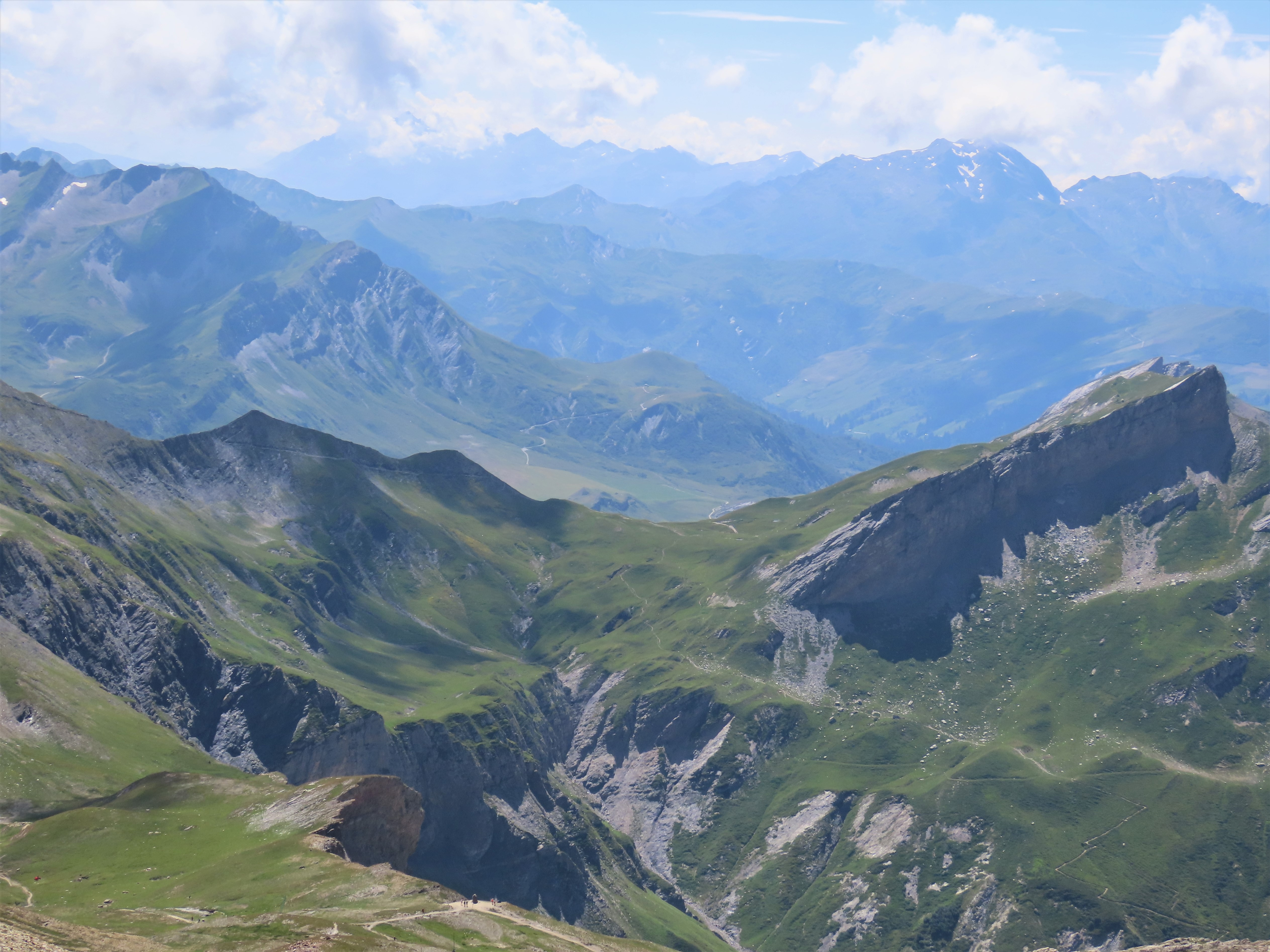
Le col depuis la tête Sud des Fours au nord-est.